# ولاية قوصوة
ولاية قوصوة أو ولاية كوسوفو ((بالتركية العثمانية: ولايت قوصوه)؛ (بالتركية: Kosova Vilayeti)؛ (بالألبانية: Vilajeti i Kosovës)؛ (المقدونية : Косовски вилает)؛ (الصربية : Косовски вилајет)) كانت تقسيما إداريا من المستوى الأول (الولاية) من الإمبراطورية العثمانية في شبه جزيرة البلقان ، وقد تضمنت الأراضي الحالية لدولة كوسوفو والجزء الغربي من جمهورية مقدونيا الشمالية.